# Komarówka Podlaska (gmina)
Pour les articles homonymes, voir Komarówka Podlaska.
Komarówka Podlaska est une gmina rurale (gmina wiejska) du powiat de Radzyń Podlaski, dans la Voïvodie de Lublin, dans l'est de la Pologne.
Son siège administratif (chef-lieu) est le village de Komarówka Podlaska, qui se situe environ 23 kilomètres (km) à l'est de Radzyń Podlaski (siège du powiat) et 67 kilomètres au nord-est de la capitale régionale Lublin (capitale de la voïvodie).
La gmina couvre une superficie de 137,56 km2 pour une population de 4 728 habitants en 2006.

## Histoire
De 1975 à 1998, le village est attaché administrativement à la voïvodie de Biała Podlaska.

Depuis 1999, il fait partie de la nouvelle voïvodie de Lublin.

## Géographie
La gmina inclut les villages (sołectwa) de:

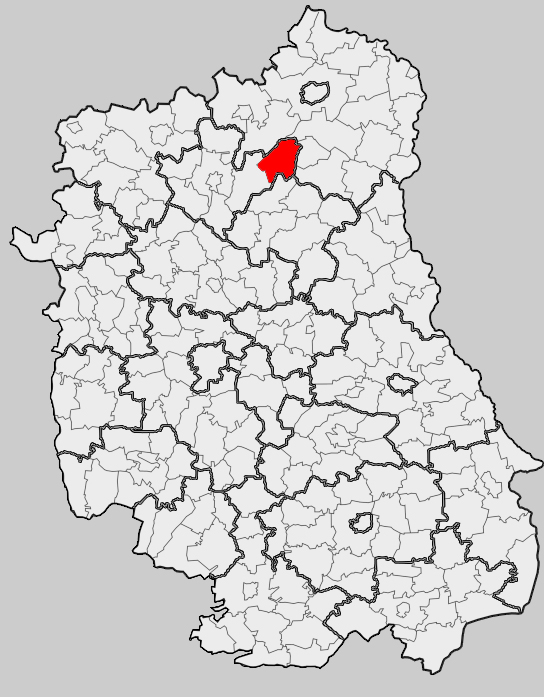
Position de la gmina dans la voïvodie

- Brzeziny
- Brzozowy Kąt
- Derewiczna
- Kolembrody
- Komarówka Podlaska
- Przegaliny Duże
- Przegaliny Małe, Walinna
- Wiski
- Wólka Komarowska
- Woroniec
- Żelizna
- Żulinki

### Gminy voisines
La gmina de Komarówka Podlaska est voisine des gminy de:
- Drelów
- Łomazy
- Milanów
- Rossosz
- Wisznice
- Wohyń

## Structure du terrain
D'après les données de 2002, la superficie de la commune de Komarówka Podlaska est de 137,56 kilomètres carrés, répartis comme telle :
- terres agricoles : 72 %
- forêts : 20 %

La commune représente 14,25 % de la superficie du powiat.

## Démographie
Données du 30 juin 2004 :
| Description        | Total  | Total | Femmes | Femmes | Hommes | Hommes |
| ------------------ | ------ | ----- | ------ | ------ | ------ | ------ |
| Unité              | Nombre | %     | Nombre | %      | Nombre | %      |
| Population         | 4 763  | 100   | 2 395  | 50,3   | 2 368  | 49,7   |
| Densité (hab./km²) | 34,6   | 34,6  | 17,4   | 17,4   | 17,2   | 17,2   |